# Liste der Baudenkmäler in Wadersloh
Die Liste der Baudenkmäler in Wadersloh enthält die denkmalgeschützten Bauwerke auf dem Gebiet der Gemeinde Wadersloh im Kreis Warendorf in Nordrhein-Westfalen (Stand: Juni 2021). Diese Baudenkmäler sind in der Denkmalliste der Gemeinde Wadersloh eingetragen; Grundlage für die Aufnahme ist das Denkmalschutzgesetz Nordrhein-Westfalen (DSchG NRW).

| Bild                                               | Bezeichnung                                             | Lage                                          | Beschreibung | Bauzeit   | Eingetragen seit | Denkmal- nummer |
| -------------------------------------------------- | ------------------------------------------------------- | --------------------------------------------- | --- | --------- | ---------------- | --------------- |
| Heiligenhäuschen                                   | Heiligenhäuschen                                        | Wadersloh Herzebrockweg 7 Karte               | |           |                  | 1               |
| Heiligenhäuschen                                   | Heiligenhäuschen                                        | Diestedde Oelder Straße 3 Karte               | | 1708      |                  | 2               |
| weitere Bilder                                     | Abteibereich                                            | Liesborn Abteiring Karte                      | |           |                  | 3               |
| weitere Bilder                                     | Schloss Crassenstein Mühlenstelle                       | Diestedde Lange Straße 1 Karte                | |           |                  | 4 a             |
|                                                    | Schmucksteine                                           | Diestedde Lange Straße 1                      | |           |                  | 4 b             |
| Ackerbürgerhaus                                    | Ackerbürgerhaus                                         | Wadersloh Wenkerstraße 9 Karte                | |           |                  |                 |
| BW                                                 | Wegekapelle                                             | Diestedde Lange Straße Karte                  | |           |                  | 7               |
| BW                                                 | Kapelle                                                 | Diestedde Münsterstraße Karte                 | |           | 29.11.1983       | 8               |
| Kriegerdenkmal                                     | Kriegerdenkmal                                          | Diestedde Friedhofstraße / Lange Straße Karte | |           | 29.11.1983       | 9               |
| Wegekapelle                                        | Wegekapelle                                             | Diestedde Berkenweg Karte                     | |           | 29.11.1983       | 10              |
| weitere Bilder                                     | Wegekapelle                                             | Diestedde Mühlenweg 9 Karte                   | | 1827      | 29.11.1983       | 11              |
| weitere Bilder                                     | Heiligenhäuschen                                        | Diestedde Mühlenweg 10 Karte                  | | 1884      | 29.11.1983       | 12              |
| BW                                                 | Heiligenhäuschen                                        | Wadersloh Liesborner Straße 27 Karte          | |           | 29.11.1983       | 13              |
|                                                    | Wegekreuz                                               | Liesborn Göttinger Straße                     | |           | 29.11.1983       | 14              |
| BW                                                 | Heiligenhäuschen                                        | Liesborn Göttinger Straße 70 Karte            | |           | 29.11.1983       | 15              |
| Wegekreuz                                          | Wegekreuz                                               | Liesborn Göttinger Breede 15 Karte            | |           | 29.11.1983       | 16              |
| Bildstock Wolke                                    | Bildstock Wolke                                         | Liesborn Osthusener Straße 46 Karte           | | 1740      | 29.11.1983       | 17              |
| weitere Bilder                                     | Kapelle                                                 | Liesborn Suderlager Straße 1 Karte            | | 1908      | 29.11.1983       | 17              |
| BW                                                 | Heiligenhäuschen                                        | Liesborn Beckumer Straße 25 Karte             | |           | 29.11.1983       | 19              |
| Kreuzigungsgruppe u. alte Grabsteine               | Kreuzigungsgruppe u. alte Grabsteine                    | Wadersloh Am Park Karte                       | |           | 29.11.1983       | 20              |
| Bildstock                                          | Bildstock                                               | Diestedde Oelder Straße 2 Karte               | |           | 02.01.1984       | 21              |
| weitere Bilder                                     | St. Georg Kapelle mit Grabstein                         | Liesborn Göttinger Breede 25 Karte            | | 1787      | 08.08.1984       | 22              |
| weitere Bilder                                     | Gut Hollenhorst; Speicher, Haupthaus, Scheune           | Liesborn Lippstädter Straße 40 Karte          | |           | 24.07.2002       | 23              |
| BW                                                 | Fachwerkgebäude                                         | Wadersloh Bergstraße 16 Karte                 | |           | 20.03.1985       | 24              |
| Fachwerkwohn- und Geschäftshaus                    | Fachwerkwohn- und Geschäftshaus                         | Wadersloh Kirchplatz 1 Karte                  | |           | 25.06.1985       | 25              |
| weitere Bilder                                     | Fachwerkwohn- und Geschäftshaus                         | Wadersloh Wenkerstraße 2 Karte                | |           | 25.06.1985       | 26              |
| BW                                                 | Ackerbürgerhaus                                         | Wadersloh Freudenberg 24 Karte                | |           | 02.04.1986       | 27              |
| Rittergut Haus Heerfeld                            | Rittergut Haus Heerfeld                                 | Liesborn Göttinger Straße 5 Karte             | |           |                  | 28              |
| weitere Bilder                                     | Pfarrkirche St. Margareta                               | Wadersloh Kirchplatz 4 Karte                  | | 1892–1894 |                  | 29              |
| Hauptaltar mit Altaraufsatz                        | Hauptaltar mit Altaraufsatz                             | Wadersloh Kirchplatz 4 Karte                  | | 1894      | 11.11.1991       | 30              |
| BW                                                 | Hofanlage                                               | Wadersloh Im Wickentrup 5 Karte               | |           | 23.02.1987       | 31              |
| weitere Bilder                                     | Wasserbehälter                                          | Wadersloh Bahnhofstraße 9 Karte               | |           |                  | 32              |
| BW                                                 | Kötterhaus und Bienenhaus                               | Liesborn Herringerfeld 6 Karte                | |           | 09.11.1987       | 33              |
| Bildstock                                          | Bildstock                                               | Liesborn Glennestraße 1 Karte                 | Neugotischer Bildstock von 1869, Höhe ca. 2,10 m, giebelförmig gestaltet mit gerundetem Ädikulum, Inschrift: J.(Jungfrau) Maria hilf! A.v.M. (Ave virgo Maria)- B.J. 1869 – H.S. Bonsel – E. Kleickmann. | 1869      | 14.01.1988       | 34              |
| Wegekreuz                                          | Wegekreuz                                               | Wadersloh Bentelerstraße 57 Karte             | |           | 18.04.1988       | 35              |
| BW                                                 | Fachwerkgebäude                                         | Wadersloh Diestedder Straße 54 Karte          | |           | 25.07.1988       | 36              |
| Backsteingebäude                                   | Backsteingebäude                                        | Wadersloh Wilhelmstraße 11 Karte              | |           | 21.10.1988       | 37              |
| BW                                                 | Wohnhaus und Gaststätte                                 | Wadersloh Überwasserstraße 1 Karte            | |           | 24.10.1988       | 38              |
|                                                    | Speicher                                                | Wadersloh Überwasserstraße 1                  | |           | 24.10.1988       | 39              |
| Wohnhaus mit Wirtschaftsgebäude                    | Wohnhaus mit Wirtschaftsgebäude                         | Wadersloh Wilhelmstraße 10 Karte              | |           |                  | 37              |
| weitere Bilder                                     | Hofanlage                                               | Liesborn Göttinger Straße 3 Karte             | Gut Nomekenhof |           | 19.07.1989       | 40              |
| Friedhofskapelle                                   | Friedhofskapelle                                        | Liesborn Zu den Sieben Eichen Karte           | | um 1900   | 03.07.1990       | 41              |
| BW                                                 | Wohnhaus mit Fachwerknebengebäude, (ehemalige Apotheke) | Wadersloh Liesborner Straße 1 Karte           | |           | 03.07.1990       | 42              |
| Ackerbürgerhaus                                    | Ackerbürgerhaus                                         | Wadersloh Wilhelmstraße 15 Karte              | |           | 03.07.1990       | 43              |
| Wohnhaus mit Wirtschaftsgebäude                    | Wohnhaus mit Wirtschaftsgebäude                         | Liesborn Waldliesborner Straße 4-6 Karte      | |           |                  | 42              |
| BW                                                 | Wohnhaus                                                | Wadersloh Freudenberg 26 Karte                | |           |                  | 43              |
| Lippeschleuse                                      | Lippeschleuse                                           | Liesborn Benninghauser Straße Karte           | |           |                  | 44              |
| BW                                                 | Wohnhaus mit Anbau                                      | Wadersloh Mauritz 10 Karte                    | |           |                  | 45              |
| Wohnhaus mit Wirtschaftsteil                       | Wohnhaus mit Wirtschaftsteil                            | Liesborn Abteiring 21 Karte                   | |           |                  | 46              |
| Ehemalige Klosterförsterei                         | Ehemalige Klosterförsterei                              | Liesborn Königstraße 16 Karte                 | |           |                  | 47              |
| Wohnhaus                                           | Wohnhaus                                                | Liesborn Königstraße 34 Karte                 | |           |                  | 48              |
| Fachwerkwohnhaus mit Wirtschaftsteil und Umzäunung | Fachwerkwohnhaus mit Wirtschaftsteil und Umzäunung      | Liesborn Ahlkener Straße 15 Karte             | |           |                  | 49 a            |
| Fachwerkscheune                                    | Fachwerkscheune                                         | Liesborn Ahlkener Straße 15 Karte             | | 1884      |                  | 49 b            |
| BW                                                 | Wohnhaus mit Anbau                                      | Wadersloh Mauritz 11 Karte                    | |           |                  | 50              |
| Wohnhaus mit ehem. Wirtschaftsteil                 | Wohnhaus mit ehem. Wirtschaftsteil                      | Liesborn Gregor-Waltmann-Straße 10 Karte      | | 1826      |                  | 51              |
| Wegekreuz                                          | Wegekreuz                                               | Liesborn Waldliesborner Straße 51 Karte       | | 1911      |                  | 52              |
| Wohnhaus von 1890                                  | Wohnhaus von 1890                                       | Wadersloh Wenkerstraße 11 Karte               | |           |                  | 53              |
| Wirtshaus                                          | Wirtshaus                                               | Wadersloh Wenkerstraße 13 Karte               | |           |                  | 54              |
| BW                                                 | Wohnhaus                                                | Wadersloh Freudenberg 8 Karte                 | |           |                  | 55              |
| weitere Bilder                                     | Hofhaus                                                 | Wadersloh Bentelerstraße 58 Karte             | |           |                  | 56              |
| BW                                                 | Bauernhaus                                              | Wadersloh Bergstraße 18 Karte                 | |           |                  | 57              |
| BW                                                 | Ehemaliger jüdischer Friedhof                           | Wadersloh Kirckstiege Karte                   | |           |                  | 58              |
| BW                                                 | Kötterhaus                                              | Wadersloh Dammweg 3 Karte                     | |           |                  | 59              |
|                                                    | Fachwerkspeicher                                        | Wadersloh Baseler Straße 13                   | |           |                  | 60              |
|                                                    | Heiligenhäuschen                                        | Wadersloh Baseler Straße 13                   | |           |                  | 60              |
| Bildstock                                          | Bildstock                                               | Liesborn Benninghauser Straße 1 Karte         | | 1716      |                  | 61              |
| BW                                                 | Hofanlage                                               | Wadersloh Stromberger Straße 62 Karte         | |           |                  | 62              |
| BW                                                 | Wohnhaus                                                | Wadersloh Mauritz 43 Karte                    | |           |                  | 63              |
| Kötterhaus                                         | Kötterhaus                                              | Liesborn Göttinger Straße 56 Karte            | |           |                  | 64              |
| BW                                                 | Speicher                                                | Wadersloh Bühlheider Weg 6 Karte              | |           |                  | 65              |
| weitere Bilder                                     | Wasserbehälter und Pumpstation                          | Wadersloh Herzebrockweg 5 Karte               | | 1958–1963 |                  | 66              |
|                                                    | Wohn- und Wirtschaftsgebäude                            | Liesborn Baageweg 3                           | |           |                  | 67              |
| Hofanlage                                          | Hofanlage                                               | Liesborn Göttinger Breede 5 Karte             | |           |                  | 68              |
|                                                    | Wohn- und Wirtschaftsgebäude                            | Wadersloh Sandkamp 1                          | |           |                  | 69              |